# Arrama cordata
Arrama cordata is een eenoogkreeftjessoort uit de familie van de Caligidae. De wetenschappelijke naam van de soort is voor het eerst geldig gepubliceerd in 1991 door Dojiri & Cressey.